# Aeroportul Avaré-Arandu
Aeroportul Avaré-Arandu (IATA: QVP, ICAO: SDRR) este un aeroport din São Paulo, Brazilia ce deservește zona Avaré.
Situat la o altitudine de 810 m, aeroportul dispune de 1 pistă. Este operat de DAESP⁠(d).

## Infrastructură

### Piste
Aeroportul dispune de o singură pistă. Pista 15/33 are suprafața de asfalt și dimensiunile 1.480 m × 30 m. 